# Douglas O-46
Douglas O-46 là một loại máy bay thám sát của Hoa Kỳ, nó được trang bị cho Quân đoàn Không quân Lục quân Hoa Kỳ và Quân đoàn Không quân Lục quân Philippine.

## Tính năng kỹ chiến thuật (O-46A)
Dữ liệu lấy từ McDonnell Douglas Aircraft since 1920 
Đặc điểm tổng quát
- Chiều dài: 34 ft 6¾ in (10,54 m)
- Sải cánh: 45 ft 9 in (13,94 m)
- Chiều cao: 10 ft 8½ in (3,25 m)
- Diện tích cánh: 332 ft² (30,8 m²)
- Trọng lượng rỗng: 4.776 lb (2.166 kg)
- Trọng lượng có tải: 6.639 lb (3.011 kg)
- Động cơ: 1 × Pratt & Whitney R-1535-7, 725 hp (541 kW)

 Hiệu suất bay 
- Vận tốc cực đại: 200 mph (174 knot, 322 km/h)
- Vận tốc hành trình: 171 mph (149 knot, 275 km/h)
- Tầm bay: 435 miles (378 hải lý, 700 km)
- Trần bay: 24.150 ft (7.360 m)
- Vận tốc lên cao: 1.765 ft/phút (9,0 m/s)

Trang bị vũ khí

- 2 súng máy Browning.30 cal (7.62 mm)